# Hortense Calisher
Hortense Calisher, née le 20 décembre 1911 à New York et morte le 13 janvier 2009 à Manhattan, est une écrivaine de fiction américaine. 

## Biographie
Hortense Calisher est diplômée du Hunter College High School en 1928, puis du Barnard College en 1932. Elle est la fille d'une jeune mère immigrée juive allemande et d'un père juif un peu plus âgé, originaire de la Virginie. Un cercle familial qu’elle décrit comme à la fois "volcanique et méditatif, destiné à produire quelqu'un intéressé par la société et le temps".
En 1972, elle participe à la campagne du magazine Ms. pour le droit à l’avortement. Les militantes appellent ainsi la fin des "lois archaïques" limitant la liberté d’avoir ou non un enfant, et encouragent les femmes à partager leurs histoires.
Hortense Calisher  décède le 13 janvier 2009, à l'âge de 97 ans, à Manhattan. Elle laisse dans le deuil son mari, Curtis Harnack, et son fils, Peter Heffelfinger, de son premier mariage avec Heaton Bennet Heffelfinger. 

## Carrière littéraire
Hortense Calisher aborde ses personnages avec complexité et psychologie, attachée au réalisme des parcours qu’elle décrit. Elle réalise de nombreuses et détaillées recherches avant la phase d’écriture. Le lecteur pénètre ainsi dans des enquêtes et intrigues complexes, dans lesquelles les retournements de situation sont habilement rédigés. L’autrice utilise un langage allusif et nuancé, avec une voix distinctement élégiaque, parfois comparé à Eudora Welty, Charles Dickens, Jane Austen et Henry James. Les critiques de l’époque considèrent Hortense Calisher comme une néo-réaliste, et la condamnent ou la félicitent, pour ses explorations approfondies des personnages et de leurs mondes sociaux,. 
Son écriture est en contradiction avec le minimalisme dominant typique de l'écriture de fiction dans les années 1970 et 1980, qui emploie alors un style spartiate et non romantique sans expressionnisme indu. L'échec et l'isolement sont les principaux thèmes de l’autrice, dont la bibliographie compte près de 23 romans et recueils de nouvelles.
Hortense Calisher publie son premier recueil de nouvelles, In the Absence of Angels en 1951, et son premier roman False Entry, en 1961. L'œuvre finale de l'écrivaine, Tattoo for a Slave (2004), retrace l'histoire de la famille de son père d'avant la guerre civile à sa propre vie. 

## Reconnaissance
Hortense Calisher est la deuxième femme présidente de l'Académie américaine des arts et des lettres en 1987. De 1986 à 1987, elle officie comme présidente de la PEN America, l'association des écrivains américains. Elle est titulaire de deux bourses Guggenheim en 1952 et 1955. L’autrice est finaliste pour le National Book Award à trois reprises. Elle lauréate du O. Henry Awards pour The Night Club in the Woods et autres nouvelles. En 1986, elle obtient le prix Janet Heidinger Kafka pour The Bobby Soxer.

### Fiction
Parmi une liste non exhaustive :
- In the Absence of Angels, Little Brown & Co., 1951,  (ISBN 1135369879)[11]
- False Entry, Weidenfeld & Nicolson, 1961,  (ISBN 1555841961)
- Tale for the Mirror: A Novella and Other Stories, Little, Brown, 1962
- Textures of Life, Little Brown & Co, 1963,  (ISBN 1531821049)
- Extreme Magic, Little Brown & Co, 1964
- Journal from Ellipsia, Little Brown & Co, 1965[12]
- The Railway Police and The Last Trolley Ride, 1966, Open Road Media, réédition 2013,  (ISBN 1480437417)
- The New Yorkers, Little Brown & Co, 1969
- Queenie, Arbor House, 1971,  (ISBN 1480438952)
- Standard Dreaming, Arbor House, 1972,  (ISBN 0877950431)
- Eagle Eye, Arbor House, 1973,  (ISBN 0877950628)
- The Collected Stories of Hortense Calisher, Arbor House, 1975,  (ISBN 0877951152)
- On Keeping Women, Arbor House, 1977,  (ISBN 9780877951698)
- Mysteries of Motion, Doubleday Publishing, 1983,  (ISBN 9780385184069)
- Saratoga, Hot, Doubleday, 1985,  (ISBN 0385199759)
- The Bobby-Soxer, Open Road Media, 1986,  (ISBN 1480439002)
- Age, Thorndike Press, 1987,  (ISBN 0896211274)
- The Small Bang, publié sous le pseudonyme de Jack Fenno, Random House, 1992,  (ISBN 0679413650)
- In the Palace of the Movie King, Random House, 1993,  (ISBN 0679415742)
- In the Slammer with Carol Smith, 1987,  (ISBN 0714530204)[13]
- The Novellas of Hortense Calisher, Modern Library, 1997,  (ISBN 0679602496)
- Sunday Jews, Mariner Books, 2003,  (ISBN 0156027453)

### Non-fiction
- Tattoo for a Slave, Houghton Mifflin Harcourt, 2004,  (ISBN 015101096X)

### Biographie
- The Fiction of Hortense Calisher, Kathleen Snodgrass, University of Delaware Press, 1993, 136 p. (ISBN 9780874134780)[14]

## Récompenses
- Prix O. Henry Awards pour The Night Club in the Woods
- 1986 : Prix Janet Heidinger Kafka pour The Bobby Soxer